# Велоспорт на летних Олимпийских играх 2004
Во время соревнований по велоспорту на XXVIII летних Олимпийских играх c 14 по 28 августа 2004 года было разыграно 18 комплектов наград в трёх дисциплинах. Шоссейные велогонки проходили по улицам Афин, трековые — на Олимпийском Велодроме, а маунтинбайковые — у горы Парнис (Parnitha Olympic Mountain Bike Venue). В соревнованиях приняли участие 464 спортсмена из 61 страны: 334 мужчины и 130 женщин. 
Самым юным участником был 18-летний литовец Игнат Коновалов, старейшим — 45-летняя Жанни Лонго. Для Лонго эти Игры стали шестыми в карьере, но не последними.
Австралийские велогонщики завоевали 10 медалей, выиграв треть всех соревнований; подобного успеха они не знали ни до, ни после Афинских игр. 
Самым титулованным гонщиком стал британец Брэдли Уиггинс, завоевавший по одной медали каждой пробы. Уиггинс выиграет как минимум по одной золотой награде на трёх следующих Играх (2008, 2012, 2016). 
Это были последние Игры, когда в их состав входил гит; на пекинских Играх его заменил BMX.

## Призёры

### Шоссейные велогонки
| Дисциплины                | Золото                        | Серебро                    | Бронза                  |
| ------------------------- | ----------------------------- | -------------------------- | ----------------------- |
| Групповая гонка, мужчины  | Паоло Беттини Италия          | Сержиу Паулинью Португалия | Аксель Меркс Бельгия    |
| Групповая гонка, женщины  | Сара Кэрриган Австралия       | Юдит Арндт Германия        | Ольга Слюсарева Россия  |
| Раздельная гонка, мужчины | Вячеслав Екимов Россия        | Бобби Джулич США           | Майкл Роджерс Австралия |
| Раздельная гонка, женщины | Леонтин ван Морсел Нидерланды | Деде Барри США             | Карин Тюриг Швейцария   |

В мужской раздельной шоссейной гонке первоначально победил Тайлер Хэмилтон (США). Однако впоследствии он был обвинён в употреблении допинга. Разбирательство завершилось в 2012 году тем, что Хэмилтон вернул золотую медаль, а Международный олимпийский комитет произвёл перераспределение наград.

### Велотрековые гонки

#### Мужчины
| Дисциплины                    | Золото                                                                                                | Серебро                                                                                                | Бронза                                                                            |
| ----------------------------- | --- | --- | --------------------------------------------------------------------------------- |
| Гонка преследования           | Брэдли Уиггинс Великобритания                                                                         | Брэдли Макги Австралия                                                                                 | Серхи Эскобар Испания                                                             |
| Командная гонка преследования | Австралия · Грэм Браун · Бретт Ланкастер · Брэдли Макги · Люк Робертс · Питер Досон · Стивен Вулдридж | Великобритания · Стив Каммингс · Роб Хэйлес · Пол Мэннинг · Брэдли Уиггинс · Крис Ньютон · Брайан Стил | Испания · Карлос Кастано Панадеро · Серхи Эскобар · Асьер Маэсту · Карлос Торрент |
| Спринт                        | Райан Бэйли Австралия                                                                                 | Тео Бос Нидерланды                                                                                     | Рене Вольфф Германия                                                              |
| Командный спринт              | Германия · Йенс Фидлер · Штефан Нимке · Рене Вольфф                                                   | Япония · Тосиаки Фусими · Масаки Иноуэ · Томохиро Нагацука                                             | Франция · Микаэль Бурген · Лоран Гане · Арно Турнан                               |
| Гит                           | Крис Хой Великобритания                                                                               | Арно Турнан Франция                                                                                    | Штефан Нимке Германия                                                             |
| Кейрин                        | Райан Бэйли Австралия                                                                                 | Хосе Антонио Эскуредо Испания                                                                          | Шейн Келли Австралия                                                              |
| Гонка по очкам                | Михаил Игнатьев Россия                                                                                | Жоан Льянерас Испания                                                                                  | Гвидо Фульст Германия                                                             |
| Мэдисон                       | Австралия · Грэм Браун · Стюарт О’Грэйди                                                              | Швейцария · Франко Марвулли · Бруно Ризи                                                               | Великобритания · Роб Хэйлес · Брэдли Уиггинс                                      |

#### Женщины
| Дисциплины          | Золото                     | Серебро                      | Бронза                        |
| ------------------- | -------------------------- | ---------------------------- | ----------------------------- |
| Гонка преследования | Сара Ульмер Новая Зеландия | Кати Мактье Австралия        | Леонтин ван Морсел Нидерланды |
| Спринт              | Лори-Энн Мюнцер Канада     | Тамилла Абасова Россия       | Анна Мирс Австралия           |
| Гит                 | Анна Мирс Австралия        | Цзян Юнхуа Китай             | Наталья Цилинская Беларусь    |
| Гонка по очкам      | Ольга Слюсарева Россия     | Белем Герреро Мендес Мексика | Мария Луиза Калле Колумбия    |

### Маунтинбайк
| Дисциплины | Золото                        | Серебро                     | Бронза                    |
| ---------- | ----------------------------- | --------------------------- | ------------------------- |
| Мужчины    | Жюльен Абсалон Франция        | Хосе Антонио Эрмида Испания | Барт Брентьенс Нидерланды |
| Женщины    | Гунн-Рита Дале Флешо Норвегия | Мари-Элен Премон Канада     | Сабина Шпиц Германия      |

## Медальный зачёт
| Место | Страна         | Золото | Серебро | Бронза | Всего |
| ----- | -------------- | ------ | ------- | ------ | ----- |
| 1     | Австралия      | 6      | 2       | 3      | 11    |
| 2     | Россия         | 3      | 1       | 1      | 5     |
| 3     | Великобритания | 2      | 1       | 1      | 4     |
| 4     | Германия       | 1      | 1       | 4      | 6     |
| 5     | Нидерланды     | 1      | 1       | 2      | 4     |
| 6     | Франция        | 1      | 1       | 1      | 3     |
| 7     | Канада         | 1      | 1       | 0      | 2     |
| 8-10  | Италия         | 1      | 0       | 0      | 1     |
| 8-10  | Новая Зеландия | 1      | 0       | 0      | 1     |
| 8-10  | Норвегия       | 1      | 0       | 0      | 1     |
| 11    | Испания        | 0      | 3       | 2      | 5     |
| 12    | США            | 0      | 2       | 0      | 2     |
| 13    | Швейцария      | 0      | 1       | 1      | 2     |
| 14-17 | Китай          | 0      | 1       | 0      | 1     |
| 14-17 | Япония         | 0      | 1       | 0      | 1     |
| 14-17 | Мексика        | 0      | 1       | 0      | 1     |
| 14-17 | Португалия     | 0      | 1       | 0      | 1     |
| 18-20 | Беларусь       | 0      | 0       | 1      | 1     |
| 18-20 | Бельгия        | 0      | 0       | 1      | 1     |
| 18-20 | Колумбия       | 0      | 0       | 1      | 1     |